# Cindy Thái Tài
Cindy Thái Tài (Nguyễn Thái Tài, 1981. január 27. –) vietnámi transzszexuális énekesnő, modell.
Első lemezét 2006-ban adta ki Noi Long...Co Don (Nagyon magányos szív) címmel, amelynek sikeres dala volt az Ouc Gi (Akarlak), eredetileg My Tam 2004-es dala. 2007-ben két kislemezt, majd 2008-ban egy nagylemezt adott ki Hay Ve Voi Em (Felemelsz) címmel.
2005-ben Thaiföldön, a Yanhee Nemzetközi Kórházban végezték el rajta a nemiszerv-átalakító műtétet.
2011-ben Cindy Song Ca (Cindy The Duet) címmel kiadott egy duettlemezt, melyen barátaival énekelnek feldolgozásokat. Cindynek ez volt a legszínvonalasabb, de egyben a legsikertelenebb lemeze is.
A vietnámi LMBT jogok képviselője. Jelenleg élettársi kapcsolatban él. 2011 óta semmilyen zenei művet nem adott ki, a vietnámi sajtóban plasztikai műtétei miatt emlegették a 2010-es évtized végére.

## Diszkográfia
- 2006 – Noi Long...Con Don
- 2008 – Hay Ve Voi Em
- 2011 – Cindy Song Ca (Cindy The Duet)

## Kislemezek
- 2007 – Tinh Yeu Da Mat
- 2007 – Nu Hon Ngot Ngao